# Ceratinopsis swanea
Ceratinopsis swanea là một loài nhện trong họ Linyphiidae.
Loài này thuộc chi Ceratinopsis. Ceratinopsis swanea được Ralph Vary Chamberlin & Wilton Ivie miêu tả năm 1944.